# Aaron Scott (pilote automobile)
Pour les articles homonymes, voir Scott et Aaron Scott.
Aaron Scott (né le 6 mars 1979) à Ottershaw en Angleterre est un pilote de course automobile britannique qui participe à des épreuves d'endurance aux mains de voiture de Grand tourisme dans des championnats tels que l'European Le Mans Series, le Championnat Britannique GT (en), le GT World Challenge Europe ainsi que les 24 Heures du Mans,.

## Palmarès

### Résultats aux24 Heures du Mans
| Année | Écurie         | Copilotes                      | Voiture                | Classe   | Tours | Pos. | Class Pos. |
| ----- | -------------- | ------------------------------ | ---------------------- | -------- | ----- | ---- | ---------- |
| 2016  | AF Corse       | Duncan Cameron Matthew Griffin | Ferrari 458 Italia GT2 | LMGTE Am | 289   | 43e  | 11e        |
| 2017  | Spirit of Race | Duncan Cameron Marco Cioci     | Ferrari 488 GTE        | LMGTE Am | 331   | 28e  | 2e         |
| 2020  | Spirit of Race | Duncan Cameron Matthew Griffin | Ferrari 488 GTE Evo    | LMGTE Am | 78    | Abd. | Abd.       |

### Résultats auxEuropean Le Mans Series
| Année | Écurie         | Châssis                | Moteur                        | Classe | 1        | 2        | 3     | 4     | 5     | 6        | Position | Points |
| ----- | -------------- | ---------------------- | ----------------------------- | ------ | -------- | -------- | ----- | ----- | ----- | -------- | -------- | ------ |
| 2015  | AF Corse       | Ferrari 458 Italia GT2 | Ferrari F142GT 4.5 L V8 Atmo  | LM GTE | SIL 3    | IMO 5    | RBR 2 | LEC 6 | EST 4 |          | 3e       | 63     |
| 2016  | AF Corse       | Ferrari 458 Italia GT2 | Ferrari F142GT 4.5 L V8 Atmo  | GTE    | SIL 4    | IMO 6    | RBR 8 | LEC 5 | SPA 3 | EST 3    | 6e       | 64     |
| 2017  | Spirit of Race | Ferrari 488 GTE        | Ferrari F154CB 3.9 L V8 Turbo | LMGTE  | SIL 4    | MON Abd. | RBR 1 | LEC 1 | SPA 4 | POR Abd. | 4e       | 77     |
| 2018  | Spirit of Race | Ferrari 488 GTE        | Ferrari F154CB 3.9 L V8 Turbo | LMGTE  | LEC Abd. | MON 1    | RBR 2 | SIL 3 | SPA 2 | POR 4    | 5e       | 79     |
| 2019  | Spirit of Race | Ferrari 488 GTE        | Ferrari F154CB 3.9 L V8 Turbo | LMGTE  | LEC 5    | MON 7    | BAR 3 | SIL 5 | SPA 3 | POR 4    | 5e       | 68     |
| 2020  | Spirit of Race | Ferrari 488 GTE Evo    | Ferrari F154CB 3.9 L V8 Turbo | LMGTE  | LEC Abd. | SPA 5    | LEC 1 | MON 4 | POR 5 |          | 3e       | 62     |
| 2021  | Spirit of Race | Ferrari 488 GTE Evo    | Ferrari F154CB 3.9 L V8 Turbo | LMGTE  | BAR 3    | RBR      | LEC   | MON   | SPA   | POR      |          |        |

### Résultats auxAsian Le Mans Series
| Année     | Écurie         | Châssis                | Moteur                       | Classe | 1   | 2   | 3     | 4     | Position | Points |
| --------- | -------------- | ---------------------- | ---------------------------- | ------ | --- | --- | ----- | ----- | -------- | ------ |
| 2015-2016 | Spirit of Race | Ferrari 458 Italia GT3 | Ferrari F142GT 4.5 L V8 Atmo | LM GTE | FUJ | SEP | BUR 7 | SEP 5 | 12e      | 26     |